# Ripollés
El Ripollés (oficialmente en catalán, Ripollès) es una comarca española, situada en la provincia de Gerona, Cataluña. Se engloba dentro del ámbito de las comarcas gerundenses, en los valles de Ripoll, Ribas y Camprodón. 
Limita con las comarcas de Baja Cerdaña, Bergadá, Llusanés, Osona y La Garrocha en España, y con Vallespir, Conflent y Alta Cerdaña en Francia.

## Geografía

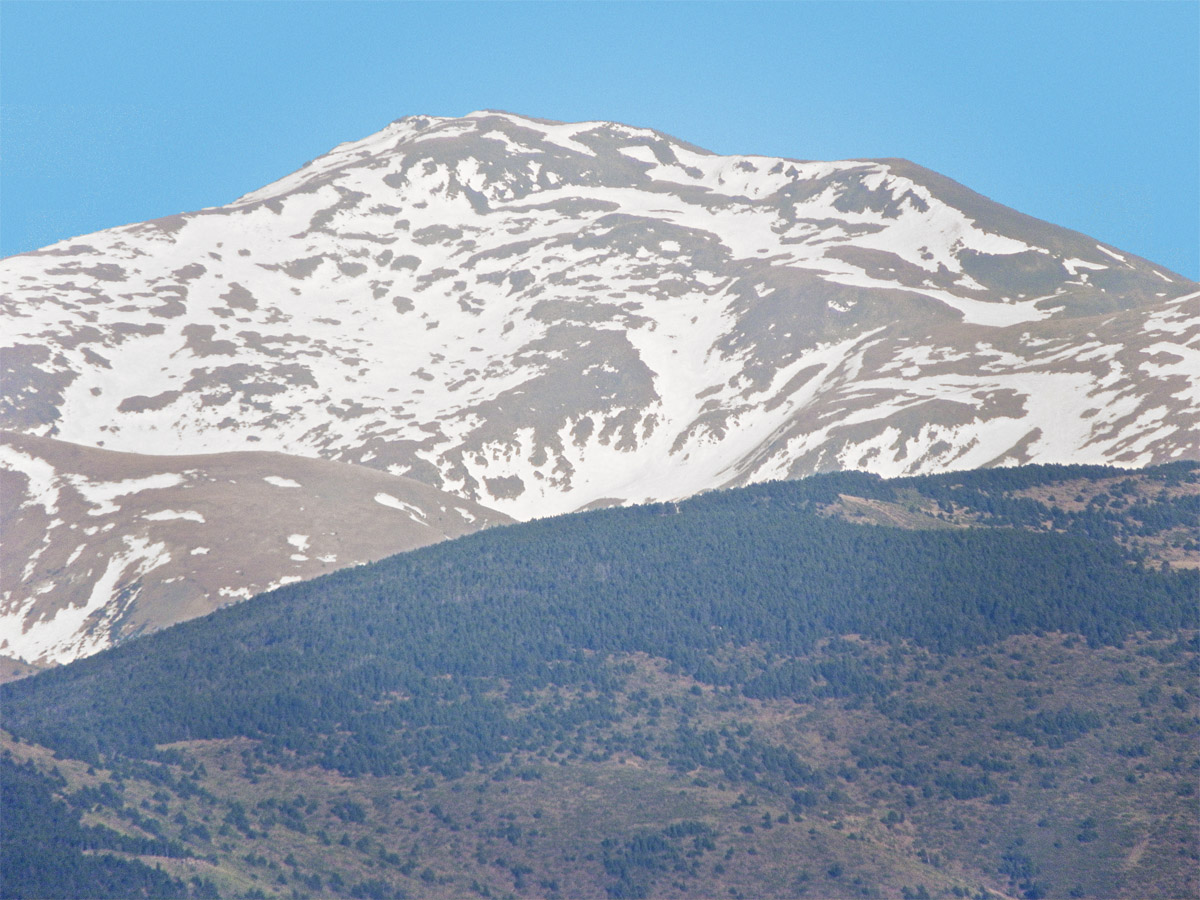
El Puigmal, el pico más alto.

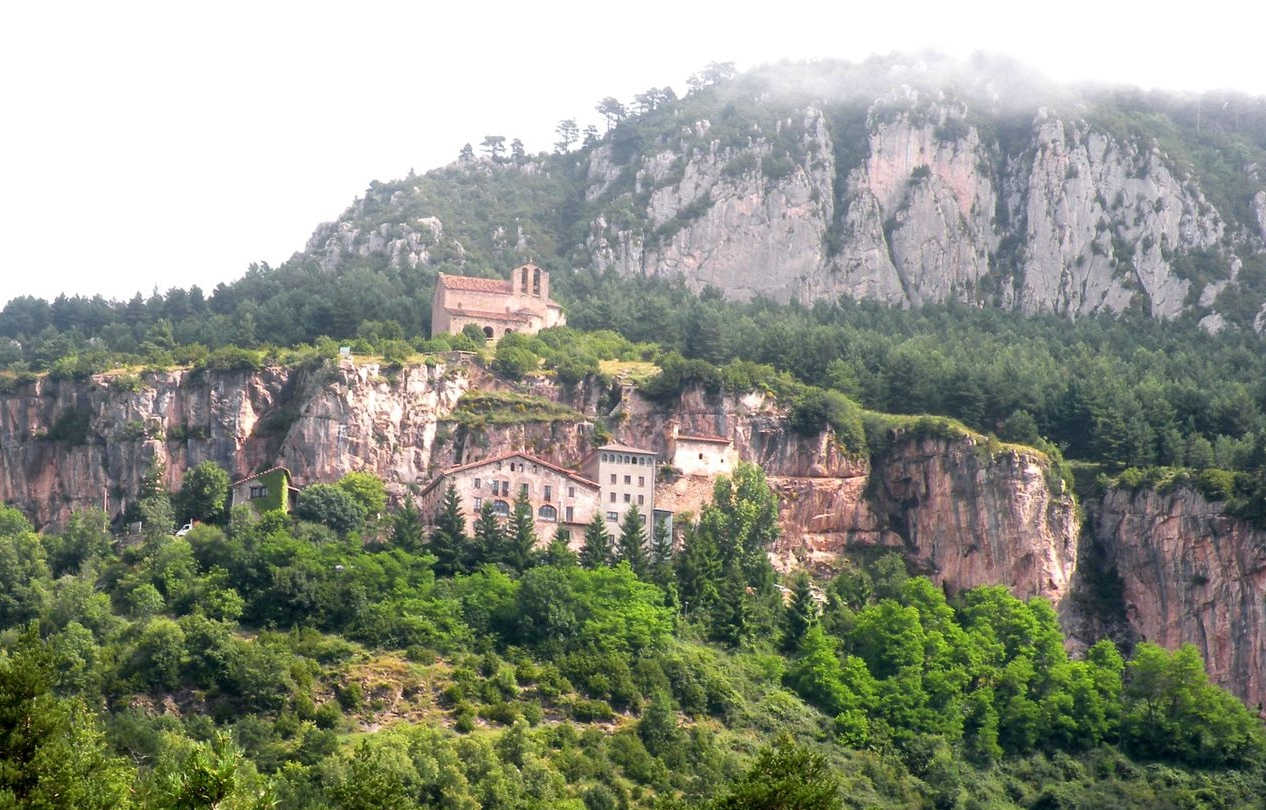
Montgrony.

El Ripollés es una comarca montañosa situada en el Pirineo, que se encuentra dividida de norte a sur en el Pirineo axial y los Prepirineos, aunque estos últimos se dividen en ocasiones en Prepirineos y Subpirineos.

## Atractivos turísticos
- Ripoll: El mayor atractivo turístico de la capital reside dentro del ámbito de la cultura y en el de las ferias. Podemos visitar el monasterio de Santa María de Ripoll donde veremos su impresionante pórtico considerado como una de las mejores obras del románico a nivel mundial complementándose con las escenas representadas en los capiteles del claustro. Muy cerca se encuentra el museo etnográfico donde además de una completa colección sobre la vida en el pirineo desde la prehistoria hasta la actualidad se puede contemplar la magnífica colección de armas de Ripoll.

Entre las ferias destacan la de 40 Horas en el mes de abril que lleva celebrándose varios siglos.

## Economía

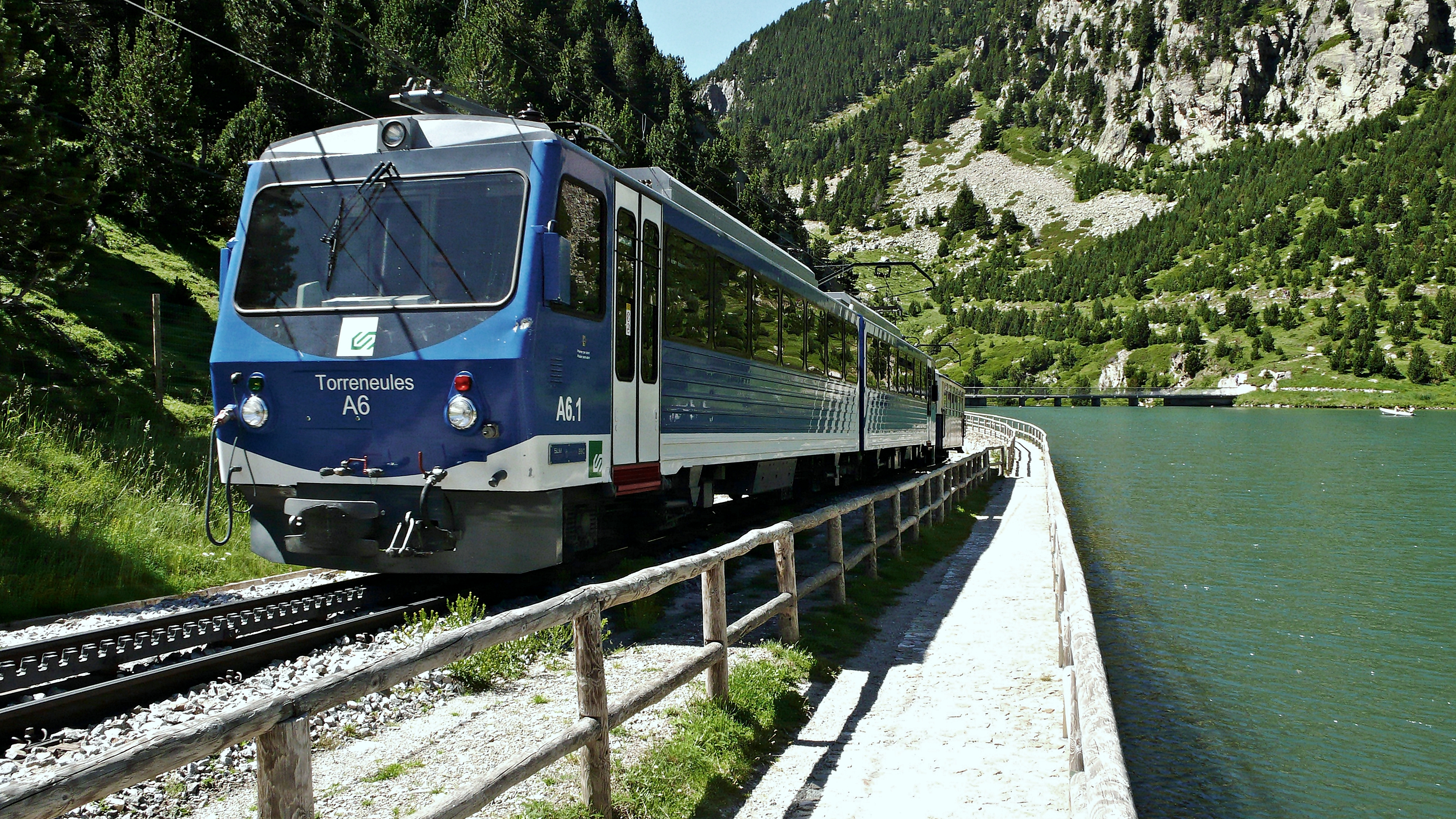
Tren cremallera del valle de Nuria.

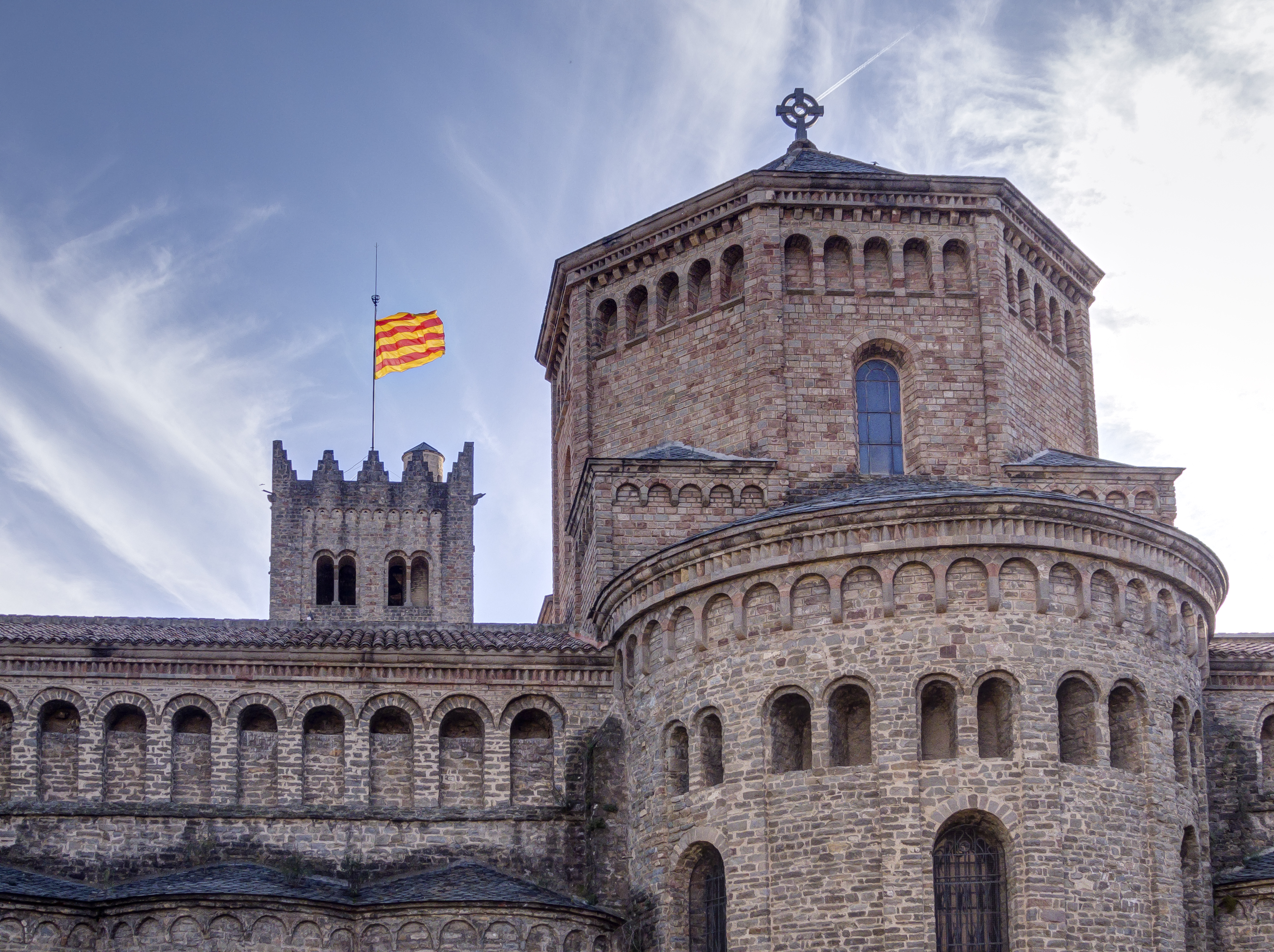
Monasterio de Santa María, en Ripoll, la capital comarcal.

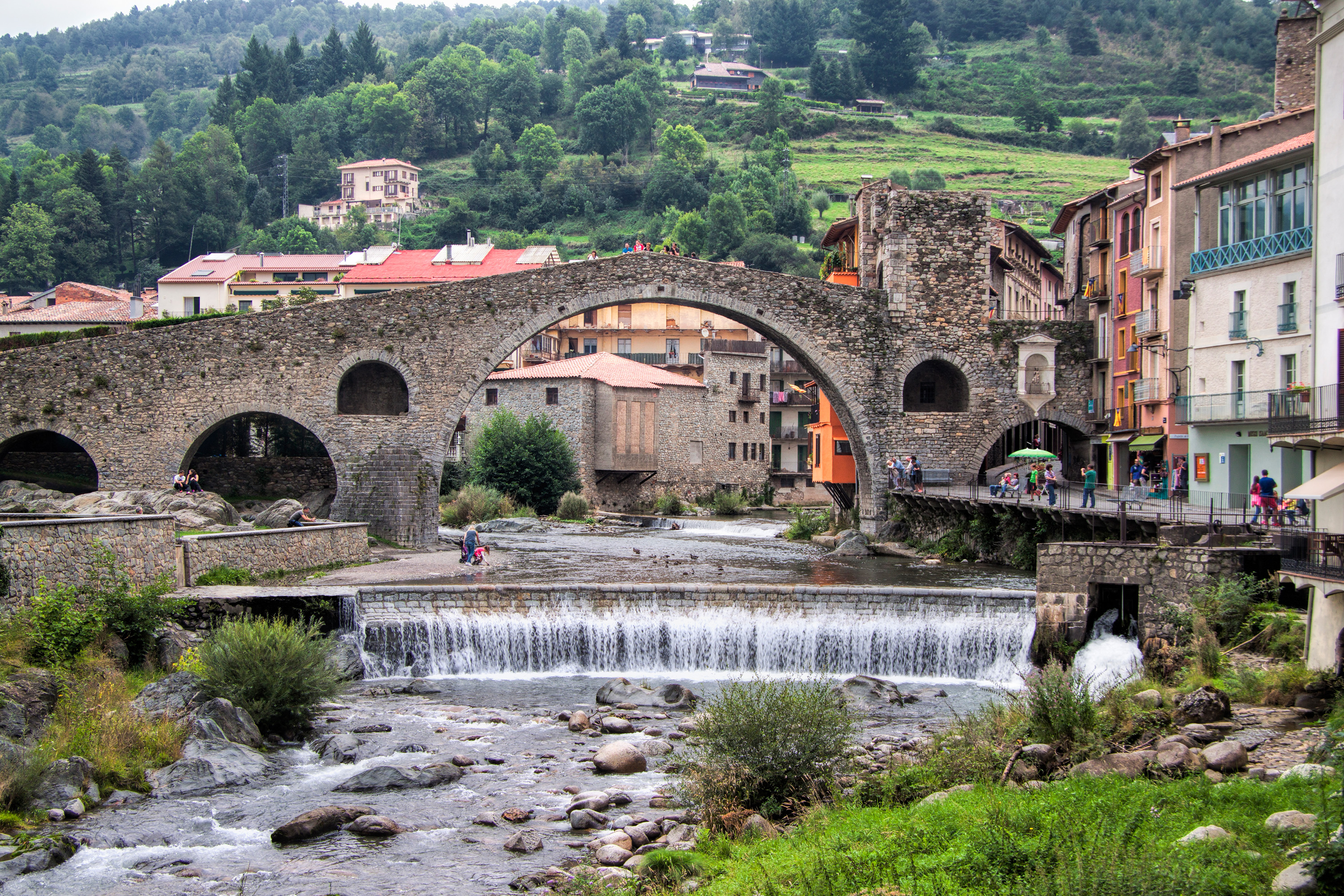
Puente nuevo de Camprodón.

La comarca del Ripollés tenía un PIB en 2017 de 595,3 millones de euros, el 0,25% del de Cataluña, de 234 680 millones de euros, ligeramente por debajo de la proporción en cuanto a habitantes, 25 000 sobre un total de 7 600 065 hab. en 2018, que representan el 0,33% del total. De ahí que el PIB por habitante esté por debajo de la media, 23 900 euros sobre una media de 31 200 euros, el 76,7% de la renta per cápita media. Sin embargo, la renta familiar disponible bruta en 2016 era de 16 500 euros sobre una media de 17 000 euros, el 97,3%, lo que la sitúa cerca de la normalidad.
En cuanto a ocupación, el sector manufacturero es el que ocupa a más trabajadores, con 2966 personas en 2011, seguido del comercio y la reparación de vehículos (1417 personas), la construcción (1166 personas), la agricultura (386 personas) y el suministro de agua y el saneamiento (155 personas).
El sector con mayor valor añadido bruto es el de servicios (323,4 millones de euros en 2017), seguido de la industria (176,6 millones), la construcción (37,6 millones) y la agricultura (8,4 millones). En el sector servicios, el factor más importante es de las actividades inmobiliarias, técnicas y administrativas (92,1 millones), seguido de la administración (88,3 millones), el comercio (56,3 millones) y la hostelería (44,6 millones). En industria, el sector más importante es el de alimentación, textil, madera, artes gráficas, química y caucho, con 81,1 millones, muy igualado con metalurgia, maquinaria, material eléctrico y de transporte (79,6 millones) y una nada despreciable industria extractiva, energía, agua y residuos (15,9 millones).

#### Población y motorización
La mayor densidad de población se da en el municipio de Ripoll, con 144 hab/km², y la menos en Las Llosas, con 1,9 hab/km² y Queralbs, con 2 hab/km². Frente a una población residente todo el año de 27 229 personas, había en la comarca, en 2018, 13 855 turismos, uno por cada dos habitantes, que, junto con las motocicletas (2543), los vehículos industriales (4713) y otros (954) suman 22 065 vehículos.

#### Agricultura
En cuanto a la agricultura, solo se labran 2266 ha de las 792 425 ha que comprende el municipio, y se usan como pastos permanentes 21 654 ha. En 2009 había 460 explotaciones agrarias, de las que 415 con ganadería, un total de 23 575 vacas, 12 200 ovejas y 16 038 cerdos.

#### Turismo
En 2018, había en la comarca 65 hoteles con 2396 plazas, y 14 cámpines con 4824 plazas, además de 145 casas de turismo rural con 1027 plazas.

#### Industria
Los polígonos industriales se concentran en el Baix Ripollès (el Bajo Ripollés): Campdevanol (Colonia Herand, Colonia Pernau, Colonia Molinou, Polígono El Molinou, Polígono Pla de Niubó, Zona La Creu y Zonas Comforsa) , Campelles (Polígono industrial Can Costa, Colonia Perramón), Camprodón (Cal Iglesias, Antiga Fábrica Birba, Pla de Sant Ramon, Can Birba), Ribas de Fresser (Polígono Manufacturas Max Plàstic, Zona Carretera de Puigcerdá, SUC "Colonia Perramón", PE "Aigua de Ribes"), Ripoll (Poligons Industrials Ripoll, Estamariu, Pintors, Mas d'en Bosch, La Barricona, Casanova de Baix, Rocafiguera, Colona Santa María El Roig), San Juan de las Abadesas (Cal Gat, Coromina del Bac, Tallers Casals, Sector Estiluz, Colonia Llaudet, Sectgor Cotolla, Tèxtil Abadesses SA, Sector del Cementiri y San Pablo de Seguríes (El Mariner).
En el ranking de empresas destacan, en Ripoll, Comercial CBG (22,5 millones de facturación), importadora y distribuidora de productos italianos en el mercado español; Matrix, una empresa de inyección de moldes que pertenece al grupo S&P (Soler & Palau), con 65 empleados y una facturación de 8,5 millones en 2018, y la Comercializadora LERSA, (La Eléctrica de Ripoll SA), con una facturación de 4,3 millones y que produce electricidad en dos centrales hidroeléctricas ubicadas en Ribas de Fresser y en Campelles. En Campdevanol, Solter, empresa que fabrica equipos de soldadura. En Camprodón, Celulosa Industrial del Alto Ter (CIAT), productora de celulosa moldeada que tiene la planta principal en San Sadurní de Noya. En Ribas de Fresser, Max Service, diseño de componentes, con cuatro plantas, de las que Mas Plastic se encuentra en Ribas.

## Municipios
| Municipio                                             | Población (2007) |
| ----------------------------------------------------- | ---------------- |
| Campdevánol (Campdevànol)                             | 3519             |
| Campellas (Campelles)                                 | 111              |
| Camprodón                                             | 2516             |
| Gombreny (Gombrèn)                                    | 229              |
| Llanás (Llanars)                                      | 569              |
| Las Llosas (Les Llosses)                              | 238              |
| Molló                                                 | 340              |
| Ogassa                                                | 274              |
| Pardinas (Pardines)                                   | 164              |
| Planolas (Planoles)                                   | 272              |
| Carálps (Queralbs)                                    | 197              |
| Ribas de Freser (Ribes de Freser)                     | 2001             |
| Ripoll                                                | 10 867           |
| San Juan de las Abadesas (Sant Joan de les Abadesses) | 3586             |
| San Pablo de Seguríes (Sant Pau de Segúries)          | 681              |
| Setcasas (Setcases)                                   | 176              |
| Tosas (Toses)                                         | 158              |
| Vallfogona (Vallfogona de Ripollès)                   | 219              |
| Vilallonga de Ter                                     | 459              |

## Consejo comarcal
La institución encargada de dirigir algunos organismos de alcance comarcal es el denominado Consell Comarcal de Ripollès. La elección de los consejeros de la institución se lleva a cabo mediante elecciones desde 1987 por un mandato de 4 años.